# Tunel Ülemiste
Tunel Ülemiste je silniční tunel v Tallinnu, hlavním městě Estonska. Tunel se nachází ve čtvrti Juhkentali jihovýchodně od středu města blízko jezera Ülemiste. Délka tunelu činí 320 metrů. Jedná se o jediný silniční tunel v Estonsku.

## Historie
Tunel by zprovozněn 9. října 2013. Výstavba probíhala v místě s vysokou úrovní podzemní vody, nejnižší bod prací ležel 16 metrů pod hladinou jezera Ülemiste.
Tunel byl vystavěn v rámci zásadní přestavby této části Tallinnu, tato nová čtvrť Ülemiste se má stát důležitým dopravním uzlem.
Stavba celé křižovatky byla Estonskou betonářskou asociací oceněna jako Betonová stavba roku 2013. Stavbyvedoucí Tiit Joosti ze skupiny Merko byl oceněn jako estonský Stavitel roku 2013. Na projektu mj. spolupracovali firmy Rand & Tuulberg AS a Tallinna Teede AS.

## Popis
Tunelem prochází Peterburi tee (Petrohradská ulice), po níž vede evropská silnice E67. Od Petrohradské ulice se na západním portálu mimoúrovňově odděluje Järvevana tee (Stará jezerní cesta). Nad tunelem prochází železniční trať Tallinn – Narva, konkrétně úsek mezi stanicemi Kitseküla a Ülemiste.
Tunel sestává ze dvou tubusů od sebe oddělených betonovou přepážkou. V obou tubusech jsou vedeny dva jízdní pruhy. Samotná podzemní část tunelu je dlouhá 320 metrů, celkově je úsek zahloubené silnice s tunelem dlouhý 680 metrů.

## Galerie
- východní portál
- východní zářez
- těsně před zprovozněním
- čerstvě zprovozněn